# Österreichischer Musiktheaterpreis 2023

Ort der Verleihung: das Wiener Rathaus

Der Österreichische Musiktheaterpreis 2023 ist die elfte Verleihung des Österreichischen Musiktheaterpreises. Die Verleihung fand am 7. September 2023 im Wiener Rathaus statt. Mit neun Nennungen erhielt die Volksoper Wien die meisten Nominierungen, gefolgt vom Tiroler Landestheater Innsbruck mit sieben Nominierungen. Die Staatsoper Wien wurde in fünf Kategorien nominiert. Der Preis wurde 2023 in 13 Kategorien, für das Lebenswerk und in verschiedenen Sonderkategorien verliehen.

## Jury
- Heinz Sichrovsky (News, ORF) – Vorsitz[1][3]
- Joachim Leitner (Tiroler Tageszeitung) – Vorsitz
- Miriam Damev (Der Standard)
- Boris Priebe (Felix Bloch Erben)
- Johannes Enzinger (Kronen Zeitung)
- Jörn Florian Fuchs (Deutschlandradio, Salzburger Nachrichten)
- Daniel Lohninger (NÖN)
- Michael Wruss (Oberösterreichische Nachrichten)
- Nikolaus Immanuel Köhler (Art Quarterly)
- Peter Jarolin (Kurier)
- Robert Quitta (L’Opera)
- Walter Weidringer (Die Presse)

## Preisträger und Nominierte

### Beste weibliche Hauptrolle
Nina Stemme – Jenufa (Küsterin) – Theater an der Wien
- Jacquelyn Wagner – Salome (Salome) – Tiroler Landestheater Innsbruck
- Asmik Grigorian – Il Trittico (Lauretta/Giorgetta/Suor Angelica) – Salzburger Festspiele
- Irina Simmes – Die Walküre (Sieglinde) – Tiroler Festspiele Erl

### Beste männliche Hauptrolle
Andreas Schager – Tristan und Isolde (Tristan) – Staatsoper Wien
- Rainer Trost – Der Tod in Venedig (Gustav von Aschenbach) – Volksoper Wien
- Michael Wagner – Parsifal (Gurnemanz) – Landestheater Linz
- Georg Nigl – L’Orfeo (Orfeo) – Staatsoper Wien

### Beste weibliche Nebenrolle
Patricia Nolz – Don Giovanni (Zerlina) – Staatsoper Wien
- Mareike Jankowski – La Forza del Destino (Preziosilla) – Oper Graz
- Susanne Langbein – Die Passagierin (Katja) – Tiroler Landestheater Innsbruck
- Eve-Maud Hubeaux – Aida (Amneris) – Salzburger Festspiele

### Beste männliche Nebenrolle
Boris Pinkhasovich – Pique Dame (Jeletzki) – Staatsoper Wien
- Jakob Semotan – Lady in the Dark (Russell Paxton) – Volksoper Wien
- Rafal Pawnuk – Die Walküre (Hunding) – Stadttheater Klagenfurt
- Hans-Peter König – Lohengrin (Heinrich der Vogler) – Osterfestspiele Salzburg

### Beste Gesamtproduktion Oper
Die Passagierin – Tiroler Landestheater Innsbruck
- Der Tod in Venedig – Volksoper Wien
- Enoch Arden – Kammeroper Wien
- Jenufa – Theater an der Wien

### Beste Gesamtproduktion Operette
Der Graf von Luxemburg – Landestheater Linz
- Roxy und ihr Wunderteam – Volksoper Wien
- Clivia – Oper Graz
- Frau Luna – Lehárfestival Bad Ischl

### Beste Gesamtproduktion Musical
La Cage aux Folles – Volksoper Wien
- Sweeney Todd – Tiroler Landestheater Innsbruck
- Lady in the Dark – Volksoper Wien
- Fanny und Alexander – Landestheater Linz

### Bestes Zeitgenössisches Musiktheater
Angels in America – Salzburger Landestheater

### Beste musikalische Leitung
Christian Thielemann – Lohengrin – Osterfestspiele Salzburg
- Gerrit Prießnitz – Der Tod in Venedig & Schönberg in Hollywood – Volksoper Wien
- Teodor Currentzis – Blaubart – Salzburger Festspiele
- Markus Poschner – Aida & Parsifal – Landestheater Linz

### Beste Regie
Angela Denoke – Salome – Tiroler Landestheater Innsbruck
- Herbert Fritsch – Il Barbiere di Siviglia – Staatsoper Wien
- Romeo Castellucci – Blaubarts Burg & De temporum finae comoedia – Salzburger Festspiele
- Vasily Barkhatov – Sibirien – Bregenzer Festspiele

### Beste Ausstattung
Christian Schmidt und Nicole von Graevenitz – Sibirien – Bregenzer Festspiele
- Vicki Mortimer – Der Tod In Venedig – Volksoper Wien
- Timo Dentler und Okarina Peter – Salome – Tiroler Landestheater Innsbruck

### Bester Nachwuchs weiblich
Katharina Gorgi – Roxy und ihr Wunderteam (Roxy) – Volksoper Wien
- Annina Wachter – Der goldene Drache (Junge Frau) – Tiroler Landestheater Innsbruck
- Ekaterina Protsenko – Stallerhof (Beppi) – Neue Oper Wien

### Bester Nachwuchs männlich
Andrew Morstein – The Lighthouse (Sandy) – Kammeroper Wien
Johannes Schwendinger – The Lighthouse (Arthur) – Kammeroper Wien
Timothy Connor – The Lighthouse (Blazes) – Kammeroper Wien

### Sonderpreis für Jugendförderung
- Leona König[6]

### Sonderpreis „Internationaler Medienpreis“
- Camilla Nylund[7]

### Sonderpreis „Musicaldarstellung“
- Maya Hakvoort für Norma Desmond in Sunset Boulevard an der Bühne Baden

### Lebenswerk
- Otto Schenk und Ileana Cotrubaș[4][8]

### Sonderpreis der Jury
- Julia Koci für Liza Elliott in Lady in the Dark an der Volksoper Wien

### Sonderpreis „Beste internationale Musiktheaterproduktion“
- Bluthaus an der Bayerischen Staatsoper

### Sonderpreis „Internationales Kulturengagement“
- Central Conservatory of Music, China

### Sonderpreis Tanz
- Florentina Holzinger

### Sonderpreis „Jugend“
- Wiener Chormädchen

### Sonderpreis „Festival“
- Pfingstfestspiele Salzburg